# Hot (chanson d'Avril Lavigne)
Pour les articles homonymes, voir Hot.
Singles de Avril Lavigne
When You're Gone
(2007) The Best Damn Thing
(2008)
Hot est le titre d'une chanson d'Avril Lavigne. Produite par "Dr. Luke" Lukasz Gottwald, elle est le troisième single du troisième album d'Avril Lavigne, The Best Damn Thing. 
Durant une interview aux MuchMusic Video Awards 2007, Avril a sous-entendu qu'elle planifiait de tourner une vidéo pour la chanson, qui donnerait la première à Yahoo le 5 octobre. Une version japonaise de la musique a été réalisée en tant que sonnerie au Japon, avec les paroles japonaises remplacées au refrain. En Chine, une version mandarine de la chanson a été réalisée avec le refrain et l'introduction en mandarin.

## Liste des titres
| 1. | Hot                                | 3:23 |
| 2. | I Can Do Better (acoustic version) | 3:39 |

| 1. | Hot                                            | 3:23 |
| 2. | When You're Gone (acoustic version)            | 3:58 |
| 3. | Girlfriend (Dr. Luke Remix featuring Lil Mama) | 3:24 |

| 1. | Hot                                | 3:23 |
| 2. | I Can Do Better (acoustic version) | 3:39 |
| 3. | Hot (Japanese version)             | 3:23 |